# Reteporella mediterranea
Reteporella mediterranea är en mossdjursart som beskrevs av Hass 1948. Reteporella mediterranea ingår i släktet Reteporella och familjen Phidoloporidae. Inga underarter finns listade i Catalogue of Life.